# Siggefora ledningsgata, norr
Siggefora ledningsgata, norr este o arie protejată (arie specială de conservare — SAC, sit de importanță comunitară — SCI) din Suedia întinsă pe o suprafață de 100,6 ha, integral pe uscat.

## Localizare
Centrul sitului Siggefora ledningsgata, norr este situat la coordonatele 60°03′32″N 17°08′08″E / 60.059°N 17.1356°E.

## Înființare
Situl Siggefora ledningsgata, norr a fost declarat sit de importanță comunitară în aprilie 2004 pentru a proteja 1 specie de animale. Situl a fost protejat și ca arie specială de conservare în martie 2011.

## Biodiversitate
Situată în ecoregiunea boreală, aria protejată nu include niciun habitat protejat.
La baza desemnării sitului se află o specie protejată de  nevertebrate: fluturele auriu (Euphydryas aurinia).